# Xanthorhoe bryopis
Xanthorhoe bryopis är en fjärilsart som beskrevs av Edward Meyrick 1887. Xanthorhoe bryopis ingår i släktet Xanthorhoe och familjen mätare. Inga underarter finns listade i Catalogue of Life.